# كفرعميه
كفرعميه هي قرية لبنانية من قرى قضاء عاليه في محافظة جبل لبنان.
ترتفع عن سطح البحر 750 متراً. تبعد عن مركز القضاء 10 كلم، وعن مركز المحافظة 19 كلم، وعن العاصمة 25 كلم. يمكن الوصول إليها عبر طريق عاليه ـ الغابون، أو جسر القاضي ـ سلفايا. يتوزع سكانها مذهبياً بين موارنة وأرثوذكس وكاثوليك وسريان أرثوذكس ولاتين وسنة وشيعة. هناك ثلاثة احتمالات لأصل الاسم: الأول اسم مركب من جزءين: الأول kfar من السريانية ويعني: قرية، والجزء الثاني ammayé ويعني: عامة الشعب، الطبقة العامة. والاحتمال الثاني أن الجزء الثاني من جذر «عم» ويعني: الظلمة والعتمة فيكون المعنى: القرية الكئيبة المعتمة. والاحتمال الثالث الجزء الثاني نسبة إلى «عم» وهو إله سامي. 
في القرية كنيسة مار يوسف القديمة للموارنة (أكثر من 250 سنة)، عثر فيهاعلى كتابات تعود إلى تلك الفترة وفسيفساء، وقد سجلت الكنيسة كواحدة من الآثار الرسمية في لبنان. وفيها أيضاً كنيسة السيدة للموارنة أيضاً. تحتفل القرية بعيد انتقال السيدة العذراء في 15 آب، وبعيد مار يوسف في 19 آذار. 
يقوم اقتصاد البلدة على الوظائف والمهن الحرة (1). 